# 东南大学出版社
东南大学出版社是中华人民共和国的一家出版社，成立于1985年，社址位于江苏省南京市，由中华人民共和国教育部主管，东南大学主办。现任社长为江建中。